# Lopidea nicholi
Lopidea nicholi är en insektsart som beskrevs av Knight 1923. Lopidea nicholi ingår i släktet Lopidea och familjen ängsskinnbaggar. Inga underarter finns listade i Catalogue of Life.